# Savignac-sur-Leyze
Savignac-sur-Leyze – miejscowość i gmina we Francji, w regionie Nowa Akwitania, w departamencie Lot i Garonna.
Według danych na rok 1990 gminę zamieszkiwały 273 osoby, a gęstość zaludnienia wynosiła 24 osób/km² (wśród 2290 gmin Akwitanii Savignac-sur-Leyze plasuje się na 906. miejscu pod względem liczby ludności, natomiast pod względem powierzchni na miejscu 977.).